# 傑里·斯隆
杰拉德·尤金·斯隆（英語：Gerald Eugene Sloan，1942年3月28日—2020年5月22日），美国NBA球員及教練，人稱「教皇」，生于伊利诺伊州麦克莱恩斯伯勒。擔任球员期间擁有出色防守技術，引退後成為教練，先後執教於芝加哥公牛隊及猶他爵士隊。他由1988年12月9日至2011年2月10日執教猶他爵士隊長达23年，曾是NBA執教同一支球隊最長時間的教練。斯隆是NBA历史上唯二带领一支球队拿到1000胜的主帅（馬刺教練格雷格·波波維奇於2015年2月9日對溜馬的比賽亦達成此成就），2008年11月7日在与俄克拉何马城雷霆的比赛中，斯隆拿到了执教爵士以来的第1000场胜利。斯隆在教练生涯一共拿到了1221场胜利，在NBA历史上胜利场次第四多。但其籃球職業生涯從來沒有拿過NBA總冠軍，也從來沒有得過NBA年度最佳教練。

## 球員时代
斯隆於1965年的NBA選秀以首轮第四位被巴尔的摩子弹选中，他擁有出色防守技術。
斯隆在这里效力了一个赛季。之后的1966-1967年赛季，斯隆加盟当时新成立的芝加哥公牛。
他曾在1967和1969年入选全明星。
1969年3月5日，在对阵密尔沃基雄鹿的比赛中，斯隆拿下个人职业生涯最高分43分。
1969年11月30日，在与洛杉矶湖人的比赛中，斯隆拿下个人职业生涯最高的21个篮板。在他的职业生涯中，拿到过2次三双。
可惜由於膝蓋受傷於1975-1976年赛季引退。芝加哥公牛隊及後將其4號球衣榮休。
| 出场数 | 总篮板 | 场均篮板 | 总助攻  | 场均助攻 | 总抢断  | 阻攻  | 总得分   | 场均得分 |
| 755场  | 5615个 | 7.5个    | 1,925次 | 2.5次    | 5,385个 | 315个 | 10,571分 | 14.0分   |

### 曾獲得獎項
- 4次入選NBA防守第一阵容(1968-69, 1971-72, 1973-74, 1974-75)
- 18位曾4次入選NBA防守第一阵容
- 2次入選NBA防守第二阵容(1969-70, 1970-71)

## 教練時代
斯隆於1979-1982年執教芝加哥公牛隊，可惜戰績較差而被辭退。斯隆在1983年成为了爵士的球探，在1984年11月19日成为当时主教练弗兰克·雷登的助手。
1988年12月9日斯隆接替弗兰克·雷登開始執教猶他爵士隊，成为球队第六位主教练。在卡爾·馬龍及約翰·斯托克頓帶領下，他帶領球隊連續17年打進NBA季后賽及連續18年NBA常規賽得勝率超過五成，於1996-98年2季，成功帶領猶他爵士隊晉身NBA總決賽，可惜2次皆面對由
帶領的芝加哥公牛隊而敗陣。於2位球星引退後，又成功以一年這驚人的速度重建球隊，震撼球壇。
斯隆在2006年12月11日以101-79战胜達拉斯小牛的比赛结束后，取得了他作为主教练的的第1000场胜利，这使他成为了第五个千胜教练。
2008年11月7日在与俄克拉何马城雷霆的比赛中，斯隆拿到了执教爵士以来的第1000场胜利。
2009年，斯隆以教练身份入选NBA名人堂。
2011年2月10日，和德隆·威廉斯發生爭執使执教爵士队23年的斯隆正式宣布辞职。
整个执教生涯，他共取得了1221胜803负的傲人战绩，其中率领爵士拿到了1127场胜利。但斯隆从来没有率领爵士拿到过总冠军，他个人也从来没有荣膺过年度最佳主帅。
2013年6月19日，猶他爵士隊球團宣布，傑里·斯隆回到爵士隊，擔任籃球顧問，負責球隊訓練及夏季聯盟相關評估事務。

## 逝世
2020年5月22日， 犹他爵士队官方宣布，傑里·斯隆因帕金森症的并发症和路易体痴呆症去世，享年78岁。

## 主教练战绩
| 隊伍 | 年份    | 常規賽 | 常規賽 | 常規賽 | 常規賽 | 常規賽         | 季後賽            |
| 隊伍 | 年份    | 比賽   | 勝     | 負     | 勝率   | 排名           | 季後賽            |
| ---- | ------- | ------ | ------ | ------ | ------ | -------------- | ----------------- |
| CHI  | 1979-80 | 82     | 30     | 52     | .366   | 中西赛区第三名 | 未进入            |
| CHI  | 1980-81 | 82     | 45     | 37     | .549   | 中部赛区第二名 | 第二轮失利        |
| CHI  | 1981-82 | 51     | 19     | 31     | .373   |                | 开除              |
| UTA  | 1988-89 | 65     | 40     | 25     | .615   | 中西赛区第一名 | 第一轮失利        |
| UTA  | 1989-90 | 82     | 55     | 27     | .671   | 中西赛区第二名 | 第一轮失利        |
| UTA  | 1990-91 | 82     | 54     | 28     | .659   | 中西赛区第二名 | 第二轮失利        |
| UTA  | 1991-92 | 82     | 55     | 27     | .671   | 中西赛区第一名 | 西区决赛失利      |
| UTA  | 1992-93 | 82     | 47     | 35     | .573   | 中西赛区第三名 | 第一轮失利        |
| UTA  | 1993-94 | 82     | 53     | 29     | .646   | 中西赛区第三名 | 西区决赛失利      |
| UTA  | 1994-95 | 82     | 60     | 22     | .732   | 中西赛区第二名 | 第一轮失利        |
| UTA  | 1995-96 | 82     | 55     | 27     | .671   | 中西赛区第二名 | 西区决赛失利      |
| UTA  | 1996-97 | 82     | 64     | 18     | .780   | 中西赛区第一名 | 总决賽(2-4敗公牛) |
| UTA  | 1997-98 | 82     | 62     | 20     | .756   | 中西赛区第一名 | 总决赛(2-4敗公牛) |
| UTA  | 1998-99 | 50     | 37     | 13     | .740   | 中西赛区第二名 | 第二轮失利        |
| UTA  | 1999-00 | 82     | 55     | 27     | .671   | 中西赛区第一名 | 第二轮失利        |
| UTA  | 2000-01 | 82     | 53     | 29     | .646   | 中西赛区第三名 | 第一轮失利        |
| UTA  | 2001-02 | 82     | 44     | 38     | .537   | 中西赛区第四名 | 第一轮失利        |
| UTA  | 2002-03 | 82     | 47     | 35     | .573   | 中西赛区第四名 | 第一轮失利        |
| UTA  | 2003-04 | 82     | 42     | 40     | .512   | 中西赛区第七名 | 未进入            |
| UTA  | 2004-05 | 82     | 26     | 56     | .317   | 西北赛区第五名 | 未进入            |
| UTA  | 2005-06 | 82     | 41     | 41     | .500   | 西北赛区第二名 | 未进入            |
| UTA  | 2006-07 | 82     | 51     | 31     | .621   | 西北赛区第一名 | 西区决赛失利      |
| UTA  | 2007-08 | 82     | 54     | 28     | .659   | 西北赛区第一名 | 第二轮失利        |
| UTA  | 2008-09 | 82     | 48     | 34     | .585   | 西北赛区第三名 | 第一轮失利        |
| UTA  | 2009-10 | 82     | 53     | 29     | .646   | 西北赛区第一名 | 第二轮失利        |
| UTA  | 2010-11 | 54     | 31     | 23     | .574   |                | 辞职              |
| 總計 | 總計    | 2024   | 1221   | 803    | .603   |                |                   |